# Luigi Mangione
Luigi Nicholas Mangione (pronunciaciónⓘ; Towson, Maryland, 6 de mayo de 1998) es un ciudadano estadounidense identificado inicialmente como persona de interés y posteriormente como sospechoso en el asesinato de Brian Thompson, director ejecutivo de United Healthcare. Mangione fue arrestado y procesado en Altoona, Pensilvania, el 9 de diciembre de 2024. Tras renunciar a la extradición en Pensilvania, compareció en un tribunal federal en Nueva York el 19 de diciembre. El 23 de diciembre, Mangione fue procesado en el Tribunal Supremo de Nueva York, donde se declaró no culpable de los cargos estatales.
Mangione enfrenta once cargos estatales y cuatro federales, que incluyen asesinato en primer grado, asesinato en cumplimiento de actos terroristas, posesión ilegal de un arma y acecho. El cargo federal de asesinato con arma de fuego lo hace elegible para la pena de muerte, los fiscales federales ya han solicitado su aplicación.
Desde su arresto, Mangione ha recibido apoyo de numerosos usuarios en línea, quienes lo han calificado incluso como un héroe popular. Este respaldo se relaciona con la percepción pública sobre la industria de seguros de salud controlada por grandes corporaciones y las prácticas que muchos consideran injustas al denegar reclamaciones. El caso ha generado llamados a reformar el sistema de seguros de salud.

## Biografía
Mangione nació el 6 de mayo de 1998 en Towson, Maryland, en una familia de ascendencia italiana, específicamente siciliana. Es hijo de Louis Mangione y pertenece a una familia prominente de Maryland. Tiene dos hermanas.
Cursó estudios en la Gilman School, un colegio privado exclusivo para varones en Baltimore, donde se graduó como mejor estudiante de su promoción en 2016. En 2020, obtuvo un Bachiller universitario en ciencias en ingeniería informática en la Universidad de Pensilvania y, posteriormente, completó una Maestría universitaria en ciencias en ingeniería informática y ciencias de la información. Durante sus estudios de licenciatura, realizó un minor en matemáticas, mientras que su programa de posgrado se centró en inteligencia artificial. Entre mayo de 2016 y agosto de 2017, trabajó como pasante en programación de interfaces de usuario en Firaxis Games, una compañía de videojuegos, mientras aún cursaba sus estudios de pregrado.
En noviembre de 2020, comenzó a trabajar de forma remota como ingeniero de datos para TrueCar, una empresa dedicada a la venta minorista de automóviles con sede en Santa Mónica, California. Según la compañía, su empleo finalizó en algún momento de 2023. Su última residencia conocida fue en Honolulu, Hawái.

## Presunto papel en el asesinato de Brian Thompson

### Antecedentes
Brian Thompson, director ejecutivo de la compañía estadounidense de seguros de salud UnitedHealthcare, falleció el 4 de diciembre de 2024 en Midtown Manhattan, Nueva York, tras recibir un disparo. El incidente ocurrió temprano en la mañana frente a una entrada del hotel New York Hilton Midtown. Thompson se encontraba en la ciudad para asistir a la reunión anual de inversionistas del grupo matriz de su empresa, UnitedHealth Group. El sospechoso, descrito inicialmente como un hombre blanco con mascarilla, huyó del lugar.
El atacante, enmascarado, había llegado a Nueva York en autobús desde Atlanta. En los casquillos y un cartucho expulsado, se encontraron las palabras «negar», «defender» y «destituir». Estas expresiones se asemejan a la frase «retrasar, negar, defender», ampliamente conocida en la industria de seguros como una referencia a la estrategia para evitar el pago de reclamaciones. Se presume que el sospechoso abandonó la ciudad, siendo visto más tarde en una terminal de autobuses. La noticia generó indignación en redes sociales hacia Thompson, UnitedHealth y el sistema de seguros de salud en general, mientras que muchos usuarios elogiaron el asesinato.

## Vida personal
Mangione supuestamente padece espondilolistesis y enfermedad de Lyme. Según se informa, se sometió a una cirugía de fusión espinal en julio de 2023. La policía afirmó que Mangione no estaba asegurado por UnitedHealthcare.
En el verano de 2024, Mangione presuntamente dejó de publicar en redes sociales. El 18 de noviembre de 2024, su madre lo reportó como desaparecido ante el Departamento de Policía de San Francisco, mencionando que la familia no había tenido noticias suyas desde julio de ese año, poco después de un viaje a Asia Oriental y Sudeste Asiático. La madre de Mangione contactó a la policía porque creía que él vivía en San Francisco y aún trabajaba para TrueCar, empresa que tiene una oficina en esa ciudad.

## Imagen pública
Tras el tiroteo de Thompson, el presunto atacante fue visto como un «héroe popular» por muchas personas en redes sociales. Se organizaron concursos de dobles en Washington Square Park, en Nueva York, y en la Universidad de Florida.
Después del arresto de Mangione, recibió apoyo y elogios en redes sociales, sumando más de 460 000 seguidores en Twitter tras ser identificado. Según el Network Contagion Research Institute, variantes de «#FreeLuigi» se compartieron más de 50 000 veces en Twitter tras su detención. El apoyo generado hacia Mangione ha sido vinculado a la percepción negativa que tiene el público sobre la industria de seguros de salud y lo que muchos consideran prácticas injustas de denegación de reclamos que causan daños. El caso ha impulsado llamados crecientes a una reforma del sistema de seguros de salud. Arte callejero, grafitis y carteles en apoyo a Mangione aparecieron en edificios, calles, autopistas y otros lugares.

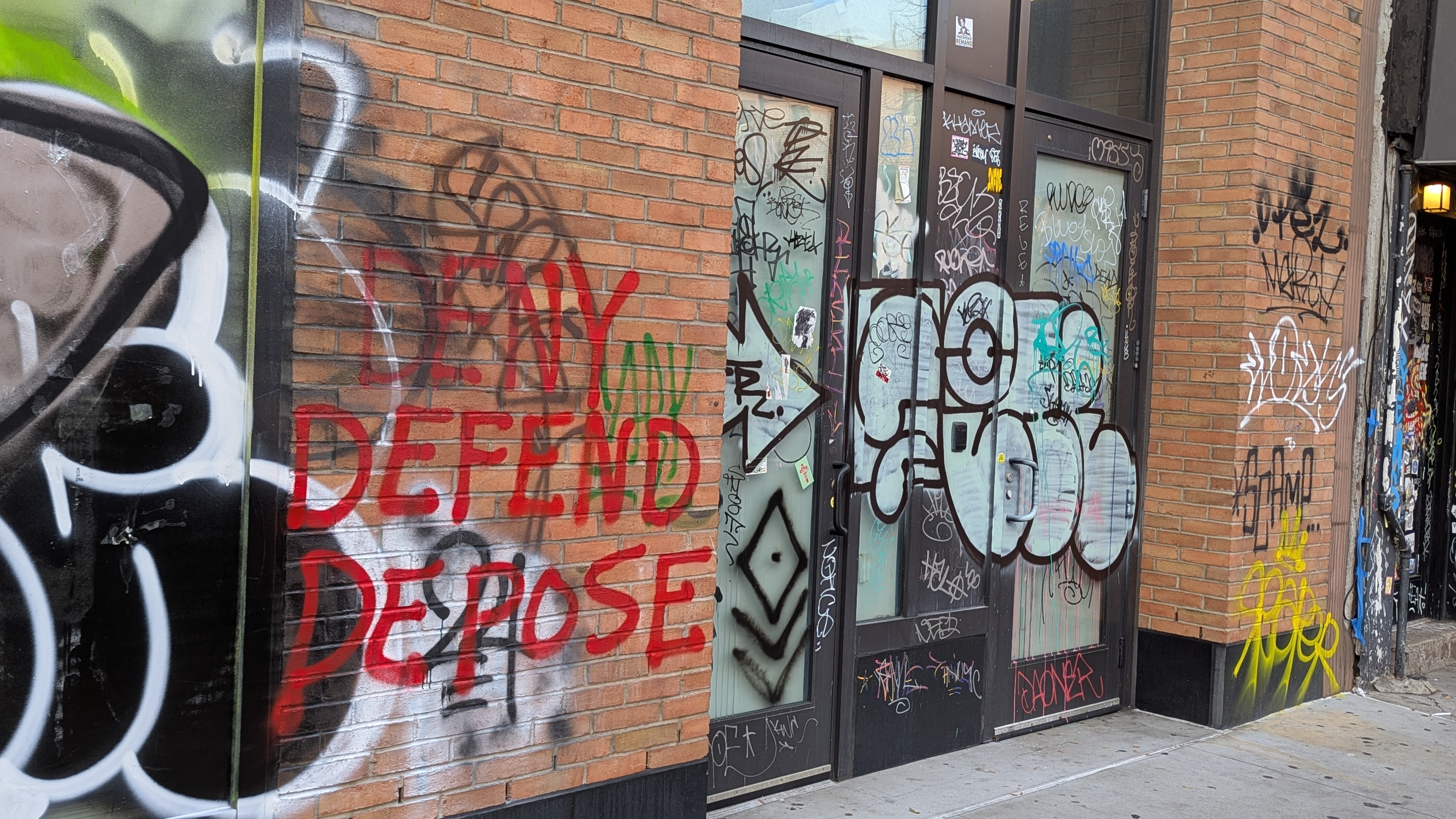
Grafiti «Denegar Defender Deponer» en Nueva York.

En el sur de California se avistó una valla publicitaria con el mensaje «Free Luigi». Imágenes y memes que retratan a Mangione como un santo católico romano circularon en línea, así como referencias hacia Luigi, personaje de la franquicia de videojuegos Super Mario de Nintendo. Artículos y mercancías en su apoyo fueron publicados en Etsy, Amazon y otros sitios de comercio electrónico, aunque luego fueron retirados. Se informó que algunos de estos productos fueron objeto de denuncias por derechos de autor y solicitudes de eliminación DMCA de una entidad que se identificó como UnitedHealth Group Inc. Otros usuarios en redes sociales compartieron enlaces a la cuenta de comisaría de Mangione en prisión, solicitando donaciones para «snacks, refrescos, un iPad, entre otros». The Independent informó que, durante su tiempo bajo custodia en Pensilvania, Mangione recibió más de ochenta cartas.
Se ha destacado el atractivo físico de Mangione, y Kara Alaimo, escribiendo para Time, señaló que se ha convertido en «una especie de símbolo sexual en línea». Después de su aparición en el tribunal de Manhattan el 23 de diciembre, Maison Margiela se volvió tendencia en Twitter y Threads luego de que usuarios de redes sociales identificaran erróneamente la marca del suéter burdeos que llevaba Mangione. Más tarde se determinó que vestía un «suéter crewneck de Merino lavable» de Nordstrom, apodado por los usuarios como «Mangione Merino», que se agotó rápidamente. Un profesor de justicia penal, al comentar sobre la popularidad de Mangione en línea, declaró a Women's Wear Daily que «Lo que vemos con Mangione es que rápidamente se ha convertido en un héroe popular y un héroe popular de la moda».

### En la cultura popular
Mangione fue mencionado en varios sketches de la temporada 50 del programa estadounidense de comedia nocturna Saturday Night Live (SNL). Durante su monólogo de apertura, el comediante Chris Rock bromeó sobre la captura de Mangione. En otro sketch, Nancy Grace (interpretada por Sarah Sherman) expresó indignación por el apoyo en línea hacia Mangione y entrevistó a un cliente habitual de un McDonald's en Pensilvania (interpretado por Kenan Thompson) y a un presunto doble de Mangione (interpretado por Emil Wakim). En el segmento Weekend Update, los presentadores Colin Jost y Michael Che comentaron sobre la extradición de Mangione a Nueva York. En un momento, Jost pareció «visiblemente sorprendido» cuando la mención de Mangione generó vítores entre el público. La reacción de Jost a los aplausos dividió opiniones en las redes sociales. Además, figuras como Piers Morgan, Stephen Miller y Jennifer Sey criticaron la respuesta del público de SNL.
Vulture informó que se encuentran en desarrollo varios documentales sobre Mangione. Uno de ellos está siendo producido por Alex Gibney y Anonymous Content, mientras que otro está a cargo de Stephen Robert Morse. El 19 de diciembre de 2024, ABC News emitió el documental Manhunt: Luigi Mangione and the CEO Murder - A Special Edition of 20/20.